# مخطط تصنيفي للتسويق
يمثل الإطار التفصيلي التالي نظرةً عامةً على التسويق وكذلك دليلاً موضوعيًا له:
يشير التسويق إلى العمليات الاجتماعية والإدارية التي من خلالها يتم تبادل المنتجات، الخدمات والقيم من أجل تلبية احتياجات الأفراد أو المجموعات ورغباتهم. تشمل هذه العمليات، على سبيل المثال لا الحصر، الإعلان، الترويج، التوزيع والبيع.

## نظرة عامة
- نموذج الأعمال
- مستهلك
- الجوهر
- الكفاءة الأساسية
- العميل
  - القيمة الدائمة للعميل (CLV)
  - إدارة علاقات العملاء (CRM)
- وفورات المجال
- مستخدم نهائي
- آثار منحنى الخبرة
- السوق
  - تجزئة السوق
  - الحصة السوقية
- التسويق
  - تسويق تجاري
  - كفاءة التسويق
  - مزيج تسويقي
  - قصر النظر التسويقي
  - التوجه التسويقي، يُعرف أيضًا التركيز على العميل أو المفهوم التسويقي
  - سوق مستهدف
- بيع
- موظف مبيعات
- ميزة تنافسية مستدامة
- القيمة
  - سلسلة القيمة
  - هجرة القيمة

## فروع التسويق وأنواعه
- التسويق المباشر
- تسويق متعدد المستويات
- تسويق الخدمات
- رعاية تجارية

### التسويق، عناصره ومكوناته
- سلوك المستهلك
- التوزيع
- إدارة التسويق
- بحوث التسويق
- إستراتيجية التسويق
- التسعير
- إدارة المنتج
- ترويج (تسويق)

### نماذج تسويق
- تسويق العلاقات
- تسويق شبكي
- تسويق تنوعي
- تسويق تبشيري
- نظرية ثقافة المستهلك (CCT)

#### إدارة تجربة العميل (CEM)
- تجربة العلامة التجارية
- واجهة العميل
- تكامل إدارة علاقات العملاء
- نظام إدارة علاقات العملاء
- ابتكار تجريبي
- تسويق تجريبي
- برنامج تجريبي
- عالم تجريبي

### إستراتيجيات التسويق
- إستراتيجيات سيادة السوق
- إستراتيجيات بورتر الشاملة
- الإيصاء الواسع
- سيطرة البائع
- تخطيط السيناريو

#### إستراتيجيات النمو
مقالات رئيسية: إستراتيجيات النمو وبرامج النمو
- إستراتيجيات عدائية هجومية
- تكامل أفقي
- ابتكار
- إستراتيجيات الابتكار
- أثر الإستراتيجية التسويقية على الربح
- تكامل رأسي

#### إستراتيجيات حرب التسويق
- إستراتيجيات حرب التسويق الدفاعية
- إستراتيجيات حرب التسويق المعنية بالأجنحة
- إستراتيجيات حرب التسويق المعنية بهجوم العصابات
  - تسويق هجومي
- إستراتيجيات حرب التسويق الهجومية

## معلومات تاريخية
- تاريخ الإعلان والدعاية

## مفاهيم تسويقية عامة

### سلوك المستهلك
- فئة عمرية مرغوبة
- علامة تجارية مرغوبة
- عمليات اتخاذ المشتري لقرار الشراء
  - نظرية التوقع والاحتمالات
  - تجنب الخسارة باللعب الآمن
  - التأثير الخادع
  - التسويق الزمني
- نمذجة الاختيار
- الديموغرافيا
  - سجل ديموغرافي
- نمط حياة
- تسلسل ماسلو الهرمي للاحتياجات

### التسويق المباشر
- تسويق عبر قاعدة البيانات
- جمعية التسويق المباشر (توضيح)
- تسويق متعدد المستويات
- التسويق الهرمي
  - خضوع مجموعة كبيرة لدورات تدريبية حول كيفية زيادة الوعي (LGAT)
- كتالوجات اختصاصية
- التسويق عبر الهاتف

### التوزيع
- [[إسقاط عملية الشحن
- [[التسويق البخس الموازي
- سوقيات
  - الهندسة اللوجستية
- بيع قطاعي
  - متجر صغير
  - متجر كبير متعدد الأقسام
    - قائمة بالمتاجر متعددة الأقسام

  - محل موحد الأسعار بدولارٍ واحد
  - حق الامتياز
  - جمعية تعاونية خاصة بتجار التجزئة
  - مركز تسوق
  - مركز تجاري
    - قائمة بالمراكز التجارية
- سلسلة إمداد
  - إدارة سلسة الإمداد
- بيع بالجملة
  - بائع بالجملة

#### التسويق عبر الإنترنت
- عرض الإعلان
  - الإعلانات السياقية
  - الاستهداف السلوكي
- التسويق عبر محركات البحث
  - دفع لكل نقرة
  - التكلفة مقابل الانطباع
  - الأدوات التحليلية للبحث
  - تحليل الويب
- تحسين محركات البحث
- التسويق عبر وسائل الإعلام الاجتماعية
- التسويق عبر البريد الإلكتروني
- التسويق عبر الإحالة
- برنامج المشاركة التسويقي
  - التكلفة مقابل الفعل
  - تقاسم الإيرادات
- التسويق الجاذب
- الإعلان عبر الجوال

#### منافذ بيع قطاعي
- متجر صغير
- متجر كبير متعدد الأقسام
  - قائمة بالمتاجر متعددة الأقسام
- محل موحد الأسعار بدولارٍ واحد
- حق الامتياز
- جمعية تعاونية خاصة بتجار التجزئة
- مركز تسوق
- مركز تجاري
  - قائمة بالمراكز التجارية

### إدارة التسويق
- خطة التسويق
- تراخي إداري
- التخطيط الإستراتيجي
- التنفيذ والمراقبة

### بحوث التسويق
- إتقان أبحاث التسويق
- التقنيات التجريبية
- تقنيات رصدية
- بحوث التسويق النوعي
  - اختبار المفهوم التسويقي
  - مجموعة تمثيلية
  - لعبة الابتكار

#### تقنيات تحليل البيانات المستخدمة في بحوث التسويق
- [[نمذجة الاختيار
- تحليل عنقودي
- تحليل مشترك
- تبويب مزدوج
- تحليل تمييزي
- تحليل العوامل
- ترجمة نطاق النوايا
- تحليل لوغاريتمي
- القياس متعدد الأبعاد
- تحويل المنتج المُفضل إلى منتج مُباع
- انحدار التفضيلات

#### القطاع الصناعي أو بحث السوق
- المقارنة المرجعية
- إستراتيجية تحليل المنافس
- نماذج أيكولوجية للمنافسة
- مسح بيئي
- القوى التحليلية الخمسة لمايكل بورتر
- تحليل رباعي

#### بحوث التسويق الكمي
- [[استقصاءات إحصائية
- بناء الاستبيان
- مقياس
- معاينة
  - معاينة عشوائية بسيطة
  - معاينة منتظمة
  - استقصاءات إحصائية
  - معاينة طبقية
  - معاينة عنقودية
  - معاينة متعددة المراحل
  - معاينة غير احتمالية

##### عينات
- معاينة عنقودية
- معاينة متعددة المراحل
- معاينة غير احتمالية
- معاينة عشوائية بسيطة
- معاينة طبقية
- معاينة منتظمة

### التسعير
- نظام المقايضة
- نمذجة الاختيار
- التسعير على أساس سعر السوق
- التسعير على أساس التكلفة الإضافية
  - تحليل نقطة التعادل
  - التسعير على أساس التكلفة الإضافية مع مرونة الاعتبارات
  - هامش ربح
- خصومات وعلاوات
  - بطاقة الولاء
  - التسويق بالخسارة باستخدام بضائع اجتذاب
- التسعير الجغرافي وتحديد السعر على أساس المناطق
- تسعير اختراق السوق
  - حروب الأسعار
- تسعير المنتجات المشتركة
- سعر
  - سعر كسري
- تمييز في الأسعار
  - كشط السعر
  - تعريفة ذات جزئين
- مرونة سعر الطلب
- نقاط السعر
- أهداف التسعير
- تعظيم الربح|تسعير لتعظيم الربح
- التسعير السيكولوجي
- تسعير معدل العائد
- تسعير التحويل
- تسعير مُتغير وتسعير في الوقت الحقيقي
- الاستعداد للدفع

### إدارة المنتج
- منتج
- تمييز المنتجات
- إدارة دورة حياة منتج
  - انتشار السلع
    - نموذج قبول التكنولوجيا
- عبور الفجوة
- دورة حياة التكنولوجيا
  - تكنولوجيا تمزيقيّة
- تحليل تكلفة دورة الحياة
- القدم والتهالك المخطط له
- خط المنتجات
- منتج متكامل
- قائمة منتجات؛ تنتمي لشركة واحدة
  - التحليل الخاص بمجموعة بوسطن الاستشارية؛ (التحليل بواسطة مصفوفة B.C.G)
  - تحليل جي إيه متعدد العوامل
  - تحليل مدى التغطية
  - مزاحمة ذاتية
  - حزم المنتجات

#### إدارة العلامة التجارية
- تحالف العلامة التجارية
- سهم العلامة التجارية
- علامة تجارية خاصة
- العلامات التجارية للشركات
- عائلة علامات تجارية
- علامات تجارية فردية
- هوية الشركة
- علامة تجارية
  - العلامة التجارية المُوسَّعة
- قائمة بالعلامات التجارية الخيالية

#### تغليف
- التغليف الإلزامي

#### هندسة الإنتاج
- بحث وتطوير
- تحليل مشترك
- نشر وظيفة الجودة
- قائمة بالمنتجات الفاشلة

#### التمركز
- تحليل تمييزي
- تحليل العوامل
- القياس متعدد الأبعاد
- تخطيط الإدراك الحسي
- انحدار التفضيلات

### الترويج

#### الدعاية والإعلان
- حملة إعلانية
- شعار إعلاني
- التسويق الوحشي
- تسويق مجتمعي
- لوحة إعلانية (إعلان)
- تصنيفات نيلسن
- إقحام المنتج
- مقياس Q
- وسائل الإعلام
- هيمنة المنتج
- الإثارة في الإعلان
- العائلة في الإعلان
- الإعلان الخفي المموه اللاشعوري
- إفساد الدعاية
- الإعلانات التجارية التليفزيونية

#### الاتصالات التسويقية
- الاتصالات التسويقية المتكاملة
- السمات المصدرية لكيلمان
- إطار تخطيط الاتصالات التسويقية

#### الدعاية والإعلان
- سمعة الشركة
  - تسويق مسبب
- طريقة راتنر
- علاقات عامة
- معارض تجارية
- التسويق الخفي
- التسويق الفيروسي
- تسويق شفهي بطريقةٍ حماسية إيجابية مثيرة

#### البيع وترويج المبيعات
- المفاوضات
  - مستهلك سري
- تداول مفرط للمنتجات
- تقنيات البيع
- إدارة قوى المبيعات
  - نظام إدارة قوى المبيعات

## تسويق الخدمات
- خدمة
- بيع بلا حدود
- جودة
- تحليل الفجوات
- معالجة الشكاوي
- الاقتصاد الشعوري
- قطاع الخدمات
- علامة الخدمة

## أبرز الشخصيات المؤثرة في مجال التسويق
- سيث غودين
- فيليب كوتلر

## قوائم
- مخطط تفصيلي عن إدارة الأعمال التجارية
- مخطط تفصيلي عن علم الاقتصاد
- مخطط تفصيلي عن التمويل
- مخطط تفصيلي عن الإنتاج
  - قائمة بالمنتجات الفاشلة
- قائمة بموضوعات إدارة تقنية المعلومات
- قائمة بموضوعات إدارة الموارد البشرية
- قائمة بموضوعات التجارة الدولية
- قامة بموضوعات المحاسبة
- قائمة بموضوعات التجارة الدولية
- قائمة بموضوعات القانون التجاري
- قائمة بموضوعات أخلاقيات الأعمال والاقتصاد السياسي وفلسفة الأعمال التجارية
- قائمة بأهم الباحثين في مجال الأعمال التجارية
- قائمة بأبرز خبراء الاقتصاد

## وصلات خارجية
- Marketing dictionary